# Robert George
Robert George, född 10 juni 1893 i Paris, död där 23 oktober 1985, var en fransk ishockeyspelare. Han var med i det franska ishockeylandslaget som kom på delad åttonde plats i de olympiska vinterspelen 1928 i Sankt Moritz.
Utöver de idrottsliga meriterna skapade Robert George loggan till Lacoste. Vid en av de avgörande finalmatcherna i Davis Cup slog René Lacoste vad med Robert George om en krokodilskinnsväska att han skulle vinna nästa match. Detta blev bekant för den amerikanska publiken, som genast kallade honom för "Le Crocodile", ett smeknamn han allt sedan dess fick behålla. Robert George gav honom ingen väska efter segermatchen, men broderade istället en krokodil på Lacostes tenniströja. Efter det att Lacoste i förtid tvingats avsluta sin tenniskarriär, gav han sig in på affärslivet och började tillverka och sälja kvalitetskläder i första hand avsedda för tennis. År 1933 grundade han firman "Le Societe Chemise Lacoste". Mest känd är firmans bomullströja med polokrage, försedd med den karakteristiska "märkesloggan" i form av en grön krokodil (av en del anses det egentligen vara en alligator). Denna har sitt ursprung i vadet som beskrivs ovan.